# 학생회에도 구멍은 있다!
《학생회에도 구멍은 있다!》(일본어: 生徒会にも穴はある！ 세이토카이니모 아나가 아루[*])는 무치마로가 지은 일본의 만화다. 《주간 소년 매거진》(코단샤)에서 22·23 합병호부터 연재되고 있다. 약칭은 나마아나루(生穴る). 학교의 학생회를 무대로 한 작품이다.

## 줄거리
마을 외곽에 있는 사립 고등학교인 유명한 후지나스 학원에서 젊은 문학 애호가인 미즈노에 우메가 유급을 하지 않기 위해 학생회에 합류하기로 동의한다. 그러나, 학생회 회원들은 매우 이상한 무리의 개인들이다.

## 등장인물
미즈노에 우메(水之江 梅)
본작의 주인공. 문과 계열은 우수하지만, 이과 계열의 성적은 나쁘다. 고등부 1학년.
테루이 아리스(照井 有栖)
학생회 회계. 미인. 판단력과 행동력이 있다. 고등부 2학년.
오토리 탄(尾鳥 たん)
학생회 홍보. 미소년이지만, 건방진 성격. 중등부 3년.
코토부기 히사코(古都吹 寿子)
학생회장. 성적 우수하고 스포츠 만능. 스타일이나 성격이 좋지만, 무똑똑한 성격. 고등부 3학년.
미치노쿠 코마로(陸奥 こまろ)
학생회 서무. 작은 동물계 소녀. 고등부 1학년.
히라츠카 사토미(平塚 敏深)
우메의 담임. 쑥스러운 성격.

## 서지 정보
- 무치마로 《학생회에도 구멍은 있다!》 코단샤 〈KC 디럭스〉, 기간 10권(2025년 7월 16일 현재)
  1. 2022년 9월 16일 발매[3], ISBN 978-4-06-529086-6
  2. 2022년 12월 16일 발매[4], ISBN 978-4-06-529991-3
  3. 2023년 4월 17일 발매[5], ISBN 978-4-06-531235-3
  4. 2023년 8월 17일 발매[6], ISBN 978-4-06-532610-7
  5. 2023년 11월 16일 발매[7], ISBN 978-4-06-533514-7
  6. 2024년 3월 15일 발매[8], ISBN 978-4-06-534862-8
  7. 2024년 7월 17일 발매[9], ISBN 978-4-06-536133-7
  8. 2024년 11월 15일 발매[10], ISBN 978-4-06-537043-8
  9. 2025년 3월 17일 발매[11], ISBN 978-4-06-538704-7
  10. 2025년 7월 16일 발매[12], ISBN 978-4-06-540003-6
- むちまろ『生徒会にも穴はある！ 公式イラストブック『藤成学園活動日誌』』코단샤 〈KC 디럭스〉, 2024년 11월 15일 발매[13], ISBN 978-4-06-537647-8
- むちまろ『生徒会にも穴はある！ 公式フルカラー版『生穴せれくしょん！』』코단샤 〈KC 디럭스〉, 기간 1권(2025년 7월 16일 현재)
  1. 2025년 7월 16일 발매[14], ISBN 978-4-06-540405-8

## TV 애니메이션
2025년 4월에 텔레비전 애니메이션화가 발표되었다.

### 스태프
- 원작 - 무치마로
- 감독 - 타츠와 나오유키
- 시리즈 구성·각본 - 요코타니 마사히로
- 캐릭터 디자인 - 이마무라 료
- 애니메이션 제작 - 파시오네